# Кубок Узбекистана по футболу 2024
Кубок Узбекистана по футболу 2024 (узб. Футбол бўйича 2024-йилги Ўзбекистон Кубоги) — 32-й сезон ежегодных футбольных соревнований Кубка Узбекистана. Обладатель Кубка —  «Андижан» впервые в своей истории получила право участвовать в Лиге чемпионов АФК 2024–2025 годов.
Перед началом сезона Кубка Узбекистана 2024 года УзПФЛ объявила, что компания Coca-Cola выбрана главным спонсором соревнований на следующие два сезона.

## Участники
26 команд напрямую вышли в групповой этап Кубка Узбекистана 2024 года. Остальные 6 мест были определены в раунде плей-офф среди 12 команд.
| Суперлига Узбекистана Все 14 клубов в сезоне 2024 года | 8 клубов в Профессиональной лиге Узбекистана на сезон 2024 года                                             | 16 клубов сезона Первой лиги Узбекистана 2024 года |
| - ОКМК - Андижан - Бунёдкор - Бухара - Металлург Бекабад - Насаф - Навбахор Наманган - Нефтчи Фергана - Олимпийский Ташкент - Пахтакор Ташкент - Кызылкум Зарафшан - Согдиана Джизак - Сурхан Термез - Динамо | - Андижан-СГС - Арал - Динамо - Коканд 1912 - Машал Мубарек - Шуртан Гузар - Олимпик МобиУз - Хорезм Ургенч | - Джайхун - Цементчи - Локомотив БФК - Джизак - Кумкурган-1977 - Кызырык - Заамин - Чигатой - ФарДУ - БухДУ - Андижанская ФА - Наманган ФА - Сырдарьинская ФА - Навои ФА - Аральская ФА - Ташкентская ОФА |

## Финальный стадион
Для проведения финала Кубка Узбекистана 2024 года по результатам жеребьёвки были выбраны три стадиона. В список претендентов вошли стадионы «ОКМК», «Бабур» и «Истиклол». Согласно результатам жеребьёвки, финальный матч должен был состояться на стадионе «Истиклол» в Фергане.

## Жеребьёвка и формат
Состоялся отборочный тур группового этапа Кубка Узбекистана, в котором приняли участие 12 команд Первой лиги Узбекистана. Жеребьёвку провёл 21 марта 2024 года на телеканале UzSport начальник Управления лицензирования и международных связей Профессиональной футбольной лиги Узбекистана Зохиржон Акрамхонов.

## Отборочный раунд
Отборочный раунд проводился между 12 клубами, состоящими из полупрофессиональных команд и региональных академических команд Первой лиги Узбекистана. Игры состоялись из одного матча, все матчи проводились в Ташкенте 1 апреля 2024 года. Жеребьёвка, в ходе которой 12 команд встретятся друг с другом, состоялась 28 марта.

### Группа А
| Дата           | Тур   | Хозяева  | Счёт  | Гости    | Город   |
| -------------- | ----- | -------- | ----- | -------- | ------- |
| 14 апреля 2024 | 1 тур | Бунёдкор | 0 – 0 | Шуртан   | Ташкент |
| 14 апреля 2024 | 1 тур | Джайхун  | 2 – 2 | Кизирик  | Нукус   |
| 21 апреля 2024 | 2 тур | Кизирик  | 1 – 1 | Бунёдкор | Ташкент |
| 21 апреля 2024 | 2 тур | Шуртан   | 2 – 1 | Джайхун  | Гузар   |
| 28 апреля 2024 | 3 тур | Бунёдкор | 7 – 0 | Джайхун  | Ташкент |
| 28 апреля 2024 | 3 тур | Шуртан   | 0 – 1 | Кизирик  | Гузар   |

### Группа B
| Тур     | Дата           | Хозяева     | Счёт  | Гости       | Стадион  |
| ------- | -------------- | ----------- | ----- | ----------- | -------- |
| 1-й тур | 15 апреля 2024 | Хорезм      | 0 – 2 | Арал Ургенч |          |
| 1-й тур | 15 апреля 2024 | Сементчи    | 5 – 2 | Наманган ФА | Кувасай  |
| 2-й тур | 22 апреля 2024 | Наманган ФА | 1 – 4 | Хорезм      | Наманган |
| 2-й тур | 23 апреля 2024 | Арал        | 9 – 2 | Сементчи    | Нукус    |
| 3-й тур | 29 апреля 2024 | Хорезм      | 3 – 1 | Сементчи    | Ургенч   |
| 2-й тур | 29 апреля 2024 | Арал        | 3 – 2 | Наманган ФА | Нукус    |

### Группа D
| Тур     | Дата           | Хозяева        | Счёт  | Гости     | Стадион |
| ------- | -------------- | -------------- | ----- | --------- | ------- |
| 1-й тур | 12 апреля 2024 | Олимпик MobiUZ | 2 – 1 | Кызылкум  | Ташкент |
| 1-й тур | 12 апреля 2024 | Локомотив      | 1 – 0 | Зомин     | Ташкент |
| 2-й тур | 22 апреля 2024 | Зомин          | 2 – 3 | Кызылкум  | Зомин   |
| 2-й тур | 22 апреля 2024 | Олимпик MobiUZ | 2 – 2 | Локомотив | Ташкент |
| 3-й тур | 29 апреля 2024 | Локомотив      | 0 – 1 | Кызылкум  | Ташкент |
| 3-й тур | 29 апреля 2024 | Олимпик MobiUZ | 1 – 0 | Зомин     | Ташкент |

### Группа E
| Тур     | Дата           | Хозяева       | Счёт  | Гости         | Стадион |
| ------- | -------------- | ------------- | ----- | ------------- | ------- |
| 1-й тур | 13 апреля 2024 | Сурхон        | 0 – 0 | Олимпик       | Ташкент |
| 1-й тур | 13 апреля 2024 | Локомотив БФК | 1 – 0 | Чигатай       | Ташкент |
| 2-й тур | 20 апреля 2024 | Чигатай       | 1 – 2 | Сурхон        | Ташкент |
| 2-й тур | 20 апреля 2024 | Олимпик       | 4 – 0 | Локомотив БФК | Ташкент |
| 3-й тур | 28 апреля 2024 | Сурхон        | 8 – 1 | Локомотив БФК | Ташкент |
| 3-й тур | 28 апреля 2024 | Олимпик       | 6 – 0 | Чигатай       | Ташкент |

### Группа F
| Тур     | Дата           | Хозяева       | Счёт   | Гости         | Стадион |
| ------- | -------------- | ------------- | ------ | ------------- | ------- |
| 1-й тур | 15 апреля 2024 | ОКМК          | 0 – 1  | Машъал        | Алмалык |
| 1-й тур | 15 апреля 2024 | Бухара        | 7 – 1  | Арал Академия | Ташкент |
| 2-й тур | 22 апреля 2024 | Арал Академия | 0 – 16 | ОКМК          | Алмалык |
| 2-й тур | 22 апреля 2024 | Машъал        | 0 – 0  | Бухара        | Муборак |
| 3-й тур | 29 апреля 2024 | ОКМК          | 2 – 2  | Бухара        | Алмалык |
| 3-й тур | 29 апреля 2024 | Машъал        | 8 – 0  | Арал Академия | Муборак |

### Группа G
| Тур     | Дата           | Хозяева           | Счёт  | Гости             | Стадион  |
| ------- | -------------- | ----------------- | ----- | ----------------- | -------- |
| 1-й тур | 12 апреля 2024 | Нефтчи            | 2 – 0 | Дўстлик Ташкент   | Фергана  |
| 1-й тур | 12 апреля 2024 | Металлург Бекабад | 5 – 0 | Сирдарья ФА       | Бекабад  |
| 2-й тур | 19 апреля 2024 | Сирдарья ФА       | 1 – 5 | Нефтчи            | Сирдарья |
| 2-й тур | 19 апреля 2024 | Дўстлик Ташкент   | 0 – 2 | Металлург Бекабад | Ташкент  |
| 3-й тур | 26 апреля 2024 | Нефтчи            | 1 – 1 | Металлург Бекабад | Фергана  |
| 3-й тур | 26 апреля 2024 | Дўстлик Ташкент   | 5 – 1 | Сирдарья ФА       | Ташкент  |

### Группа H
| Тур     | Дата           | Хозяева  | Счёт  | Гости    | Стадион  |
| ------- | -------------- | -------- | ----- | -------- | -------- |
| 1-й тур | 13 апреля 2024 | Андижан  | 2 – 2 | Динамо   | Андижан  |
| 1-й тур | 13 апреля 2024 | Насаф    | 0 – 1 | Навбахор | Карши    |
| 2-й тур | 21 апреля 2024 | Навбахор | 2 – 1 | Андижан  | Наманган |
| 2-й тур | 21 апреля 2024 | Динамо   | 3 – 3 | Насаф    | Джизак   |
| 3-й тур | 28 апреля 2024 | Андижан  | 1 – 0 | Насаф    | Андижан  |
| 3-й тур | 28 апреля 2024 | Динамо   | 1 – 1 | Навбахор | Джизак   |

### Группа I
| Тур     | Дата           | Хозяева     | Счёт  | Гости       | Стадион |
| ------- | -------------- | ----------- | ----- | ----------- | ------- |
| 1-й тур | 12 апреля 2024 | Джизак      | 1 – 2 | Пахтакор    | Джизак  |
| 1-й тур | 14 апреля 2024 | Коканд-1912 | 0 – 2 | Согдиана    | Фергана |
| 2-й тур | 19 апреля 2024 | Согдиана    | 2 – 0 | Джизак      | Джизак  |
| 2-й тур | 19 апреля 2024 | Пахтакор    | 0 – 0 | Коканд-1912 | Ташкент |
| 3-й тур | 26 апреля 2024 | Джизак      | 1 – 1 | Коканд-1912 | Джизак  |
| 3-й тур | 26 апреля 2024 | Пахтакор    | 2 – 3 | Согдиана    | Ташкент |

### 1/8 финала
| Стадия     | Дата и время       | Хозяева        | Счёт  | Гости    | Стадион                        | Зрители |
| ---------- | ------------------ | -------------- | ----- | -------- | ------------------------------ | ------- |
| 1/8 финала | 2 июля 2024, 20:30 | Олимпик MobiUZ | 1 – 2 | Хорезм   | Стадион «Жар»                  | 233     |
| 1/8 финала | 3 июля 2024, 20:30 | Машъал         | 1 – 1 | Кызылкум | Стадион имени Бахрома Вафоева  | 654     |
| 1/8 финала | 4 июля 2024, 20:30 | Металлург      | 1 – 2 | Сурхон   | Стадион ОКМК, Алмалык          | 230     |
| 1/8 финала | 4 июля 2024, 20:30 | Олимпик        | 0 – 1 | Андижан  | Стадион «Жар»                  | 648     |
| 1/8 финала | 5 июля 2024, 20:30 | Бунёдкор       | 2 – 1 | Кизирик  | Стадион «Бунёдкор»             | 724     |
| 1/8 финала | 5 июля 2024, 20:30 | Навбахор       | 1 – 0 | Бухара   | Центральный стадион, Наманган  | 7341    |
| 1/8 финала | 6 июля 2024, 20:30 | Согдиана       | 0 – 0 | Нефтчи   | Центральный стадион «Согдиана» | 3215    |
| 1/8 финала | 6 июля 2024, 20:30 | Арал           | 0 – 1 | Пахтакор | Стадион «Пахтакор»             | 723     |

### 1/4 финала
| Стадия     | Дата и время           | Хозяева  | Счёт  | Гости    | Стадион                                | Зрители |
| ---------- | ---------------------- | -------- | ----- | -------- | -------------------------------------- | ------- |
| 1/4 финала | 6 августа 2024, 20:00  | Сурхон   | 3 – 1 | Хорезм   | Стадион «Динамо», Самарканд            | 967     |
| 1/4 финала | 7 августа 2024, 20:00  | Согдиана | 0 – 0 | Навбахор | Центральный стадион «Согдиана», Джизак | 3623    |
| 1/4 финала | 7 августа 2024, 20:00  | Кызылкум | 0 – 3 | Андижан  | Центральный стадион, Карши             | 665     |
| 1/4 финала | 15 августа 2024, 19:30 | Бунёдкор | 0 – 0 | Пахтакор | Стадион «Бунёдкор», Ташкент            | 990     |

| Стадия     | Дата и время           | Хозяева  | Счёт  | Гости    | Стадион                | Зрители |
| ---------- | ---------------------- | -------- | ----- | -------- | ---------------------- | ------- |
| 1/2 финала | 30 августа 2024, 19:00 | Пахтакор | 0 – 1 | Навбахор | Стадион «Жар», Ташкент | 6211    |
| 1/2 финала | 30 августа 2024, 19:00 | Андижан  | 1 – 0 | Сурхон   | «Бобур Арена», Андижан | 15643   |